# 全国珍スポーツ決定版
『全国珍スポーツ決定版』（ぜんこくちんスポーツけっていばん）は、1984年10月17日から同年12月26日までテレビ東京系列局で放送されていたテレビ東京製作のバラエティ番組である。全11回。放送時間は毎週水曜 19:00 - 19:30 （日本標準時）、初回のみ19:00 - 20:00の拡大版で放送。

## 概要
祭りやその他の伝統行事の中で行われる珍しい競技の数々を「スポーツ」として紹介していた番組で、ガッツ石松がレギュラーを務めていた。

## 紹介した競技
- けんか御輿
- 山梨県勝沼町（現・甲州市）のワイン絞り
- 瀬戸物片手運び
- 大谷石運び
- サケのつかみ取り
- コンニャクレース
- レンコン掘り
- ウシ相撲
- ほか